# Freedom (condado de Outagamie, Wisconsin)
Freedom es un pueblo ubicado en el condado de Outagamie en el estado estadounidense de Wisconsin. En el Censo de 2010 tenía una población de 5.842 habitantes y una densidad poblacional de 65,65 personas por km².

## Geografía
Freedom se encuentra ubicado en las coordenadas 44°22′21″N 88°18′41″O / 44.37250, -88.31139. Según la Oficina del Censo de los Estados Unidos, Freedom tiene una superficie total de 88.98 km², de la cual 88.98 km² corresponden a tierra firme y (0%) 0 km² es agua.

## Demografía
Según el censo de 2010, había 5.842 personas residiendo en Freedom. La densidad de población era de 65,65 hab./km². De los 5.842 habitantes, Freedom estaba compuesto por el 97.88% blancos, el 0.07% eran afroamericanos, el 0.67% eran amerindios, el 0.15% eran asiáticos, el 0% eran isleños del Pacífico, el 0.53% eran de otras razas y el 0.7% pertenecían a dos o más razas. Del total de la población el 1.61% eran hispanos o latinos de cualquier raza.